# Charles Kenneth Scott Moncrieff

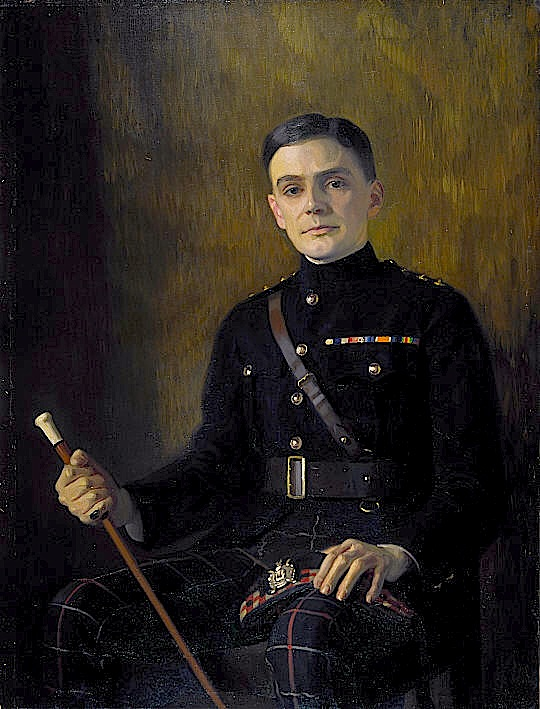
Scott-Moncrieff, um 1914/17

Charles Kenneth Scott Moncrieff (* 25. September 1889 in Weedingshall, Stirlingshire; † 28. Februar 1930 in Rom) war ein schottischer Autor und Übersetzer.
Scott Moncrieff hat Prousts Roman Auf der Suche nach der verlorenen Zeit ins Englische übersetzt.

## Leben
Charles Kenneth Michael Scott Moncrieff wurde als jüngster von drei Söhnen des Anwalts William George Scott Moncrieff (1846–1927) und seiner Frau Jessie Margaret Scott Moncrieff (1858–1936) geboren. Er besuchte Schulen in Inverness und Nairn und gewann 1903 ein Stipendium für das Winchester College. 1907, noch während seiner Schulzeit in Winchester, lernte er Christopher Sclater Millard (1872–1927) kennen, Verfasser der ersten Bibliographie der Werke Oscar Wildes.
1908 veröffentlichte er seine erste Kurzgeschichte "Evensong and Morwe Song" in einem von ihm selbst in Winchester herausgegebenen Literaturmagazin, in der er den Verweis eines Mitschülers von der Schule wegen homosexueller Handlungen an einem Jüngeren literarisch verarbeitet. Das Magazin wurde von der Schulleitung eingezogen, die Erzählung 1923 als Privatdruck in einer Auflage von 50 Stück neu gedruckt, zu seinen Lebzeiten aber nicht veröffentlicht.
Nach der Schulzeit studierte er in der Universität Edinburgh, wo er sein Studium mit Abschlüssen in Jura und in Englischer Literatur beendete.
Das anschließende MA-Studium der altenglischen Sprache und Literatur schloss er mit Auszeichnungen ab. Während des Studiums in Edinburgh lernte er Philip Bainbrigge, damals Assistent am Trinity College, Cambridge und Autor homoerotischer Gedichte, kennen.
Scott Moncrieff diente während des Ersten Weltkriegs von 1914 bis 1917 bei den King's Own Scottish Borderers und war über zwei Jahre an den Kämpfen in Flandern beteiligt. 1915 konvertierte er zum Katholizismus. Am 23. April wurde er bei der Schlacht von Arras durch Friendly Fire schwer verletzt und blieb danach gehbehindert. Bis Kriegsende arbeitete er im Kriegsministerium in Whitehall. Nebenbei schrieb er Artikel für ein von G. K. Chesterton herausgegebenes Literaturmagazin.
Bei der Hochzeit von Robert von Ranke-Graves mit Nancy Nicholson im Januar 1918 lernte er den Dichter Wilfred Owen kennen, dessen Werke er sehr schätzte. Durch seine Beziehungen im Kriegsministerium konnte er Owen einen Posten in England vermitteln und ihn vor einer Rückkehr an die Front bewahren.
Über den jungen Noël Coward lernte er Eva Astley Paston Cooper kennen. Astley Cooper führte in Hambleton Hall in den Midlands ein offenes Haus, in dem er häufig mit anderen Literaten zu Gast war. Scott Moncrieff widmete Mrs. Astley Cooper später den ersten Band seiner Proust-Übersetzung.
1919 kam seine Übersetzung des altfranzösischen Chanson de Roland mit einer Widmung an Wilfred Owen heraus. 1921 wurde seine Übersetzung des Beowulf publiziert.
Nach dem Krieg arbeitete er eine Zeit lang als Privatsekretär des Verlegers und Presse-Tycoons Alfred Harmsworth und schrieb gelegentlich Artikel für die Times. 1923 gingen er wegen gesundheitlicher Probleme nach Italien, wo er abwechselnd in Florenz und Pisa und ab 1928 in Rom lebte. Scott Moncrieff starb 1930 im Calvary Hospital in Rom und wurde im Campo Verano beigesetzt.

## Übersetzungen
1920 gab Scott-Moncrieff seine Stelle bei der Times auf, um nur noch als Übersetzer zu arbeiten.
Bis dahin hatte er bereits das Rolandslied und den Beowulf übersetzt. 1925 wurde seine Übersetzung des Briefwechsels von Abaelard und Heloise gedruckt.
Zwischen 1926 und 1928 übersetzte er Romane und Erzählungen von Stendhal und Pirandello sowie Birons Memoires ins Englische.
1922 begann mit Swann’s Way (A côté de chez Swann) die Publikation seiner Übersetzung von Prousts Recherche unter dem Titel Remembrance of Things Past
Anstatt den französischen Titel wörtlich zu übersetzen, wählte Scott Moncrieff ein Zitat aus Shakespeares 30. Sonnet als Titel:
“When to the sessions of sweet silent thought / I summon up remembrance of things past”. Proust beglückwünschte Scott Moncrieff in einem Brief vom Oktober 1922 zu seiner gelungenen Übersetzung, war aber mit der Wahl beider Titel unzufrieden. Der Gesamttitel war nicht mehr wie im Original doppeldeutig, und In Swann's Way war der Sinn des Originaltitels verfehlt.
Scott Moncrieff starb, bevor er den letzten Band übersetzen konnte. 1931 wurde der letzte Band, übertragen von Sydney Schiff unter seinem Pseudonym Stephen Hudson unter dem Titel Time Regarded gedruckt. Der Band trug die Widmung
“To the memory of my friend Charles Scott Moncrieff, Marcel Proust’s incomparable translator.”

## Der Scott Moncrieff Prize
Die Translators Association verleiht seit 1965 jedes Jahr den Scott Moncrieff Prize für Übersetzungen aus dem Französischen ins Englische. Der Preis ist mit 2.000 £ dotiert.
Finanziert wird er durch das französische Kulturministerium, die Französische Botschaft und den  Arts Council of England.

## Briefe
- Memories and Letters. Hrsg. von J. M. Scott-Moncrieff und L. W. Lunn. Chapman & Hall, London 1931.